# Chimalpopoca
Chimalpopoca (nahuatl: chimalpopoca; "štit koji se dimi") (Tenochtitlán, 1397. – Azcapotzalco, 1427.) bio je treći astečki tlatoani, vladar grada Tenochtitlána (1416. – 1427.), što je danas Ciudad de México, glavni grad Meksika.

## Životopis

### Rođenje i djetinjstvo
Chimalpopoca je rođen 1397. godine. Njegovi su roditelji bili car Huitzilihuitl i kraljica Ayaucíhuatl. Bio je unuk cara Acamapichtlija, kraljice Tezcatlan Miyahuatzin i kralja Tezozomoca.
Kao dječak je posjetio svog djeda Tezozomoca, kralja Azcapotzalca.

### Vladavina
Okrunjen je najvjerojatnije 1417. godine. Na dan krunjenja njegov je polubrat Tlacaeleltzin I. postao visoki svećenik. Bio je i polubrat cara Montezume I.
1426. Tesosomok je pomogao unuku pri konstrukciji novog akvedukta. 

### Brak
Chimalpopoca je oženio svoju sestričnu, princezu Matlalatzin, sestru kralja Tlacateotla.

### Smrt
Tezozomoca je naslijedio njegov sin Tayatzin, Chimalpopocin ujak. Njegov polubrat Maxtla digao je pobunu i uzurpirao prijestolje. Chimalpopoca i Tayatzin su se udružili, ali su vojnici iz Azcapotzalca odveli Chimalpopocu u Azcapotzalco, gdje se on ubio.
Naslijedio ga je polustric Itzcoatl.

## Vanjske poveznice
- Chimalpopoca - treći vladar Tenochtitlána - zoesaadia.com

| Prethodnik:                 | Astečki car (tlatoani Tenochtitlana) 1416. - 1427. | Nasljednik:            |
| Huitzilihuitl (1391.-1416.) | Astečki car (tlatoani Tenochtitlana) 1416. - 1427. | Itzcoatl (1427.-1440.) |